# Gradski stadion Surdulica
Das Gradski stadion Surdulica (serbisch-kyrillisch Градски стадион Сурдулица; deutsch Städtisches Stadion Surdulica) ist ein Fußballstadion in der  serbischen Kleinstadt Surdulica. Der Fußballverein FK Radnik Surdulica nutzt das Stadion für seine Spiele. Zur Saison 2015/16 stieg Radnik in die SuperLiga, der höchsten Spielklasse des Landes, auf. Die Anlage wurde dafür im Sommer 2015 für rund 40 Millionen RSD (etwa 330.000 €) umfangreich renoviert, um den Anforderungen der Superliga an Ausstattung und Sicherheit gerecht zu werden. Nach den Umbauten verfügt das städtische Stadion über 3312 Sitzplätze.